# Deutscher Kamerapreis

Logo Deutscher Kamerapreis

Der Deutsche Kamerapreis ist eine vom Westdeutschen Rundfunk, der Stadt Köln und der Deutschen Gesellschaft für Photographie gestiftete Auszeichnung, mit der seit 1982 herausragende Leistungen auf dem Gebiet der Kameraarbeit für Film und Fernsehen geehrt werden. Seit dem Jahr 1990 werden auch szenische und dokumentarische Schnittleistungen ausgezeichnet. Bis zum Jahr 2000 ist dieser Preis im zweijährlichen Turnus vergeben worden. Ab dem Jahr 2001 wird er jährlich veranstaltet.

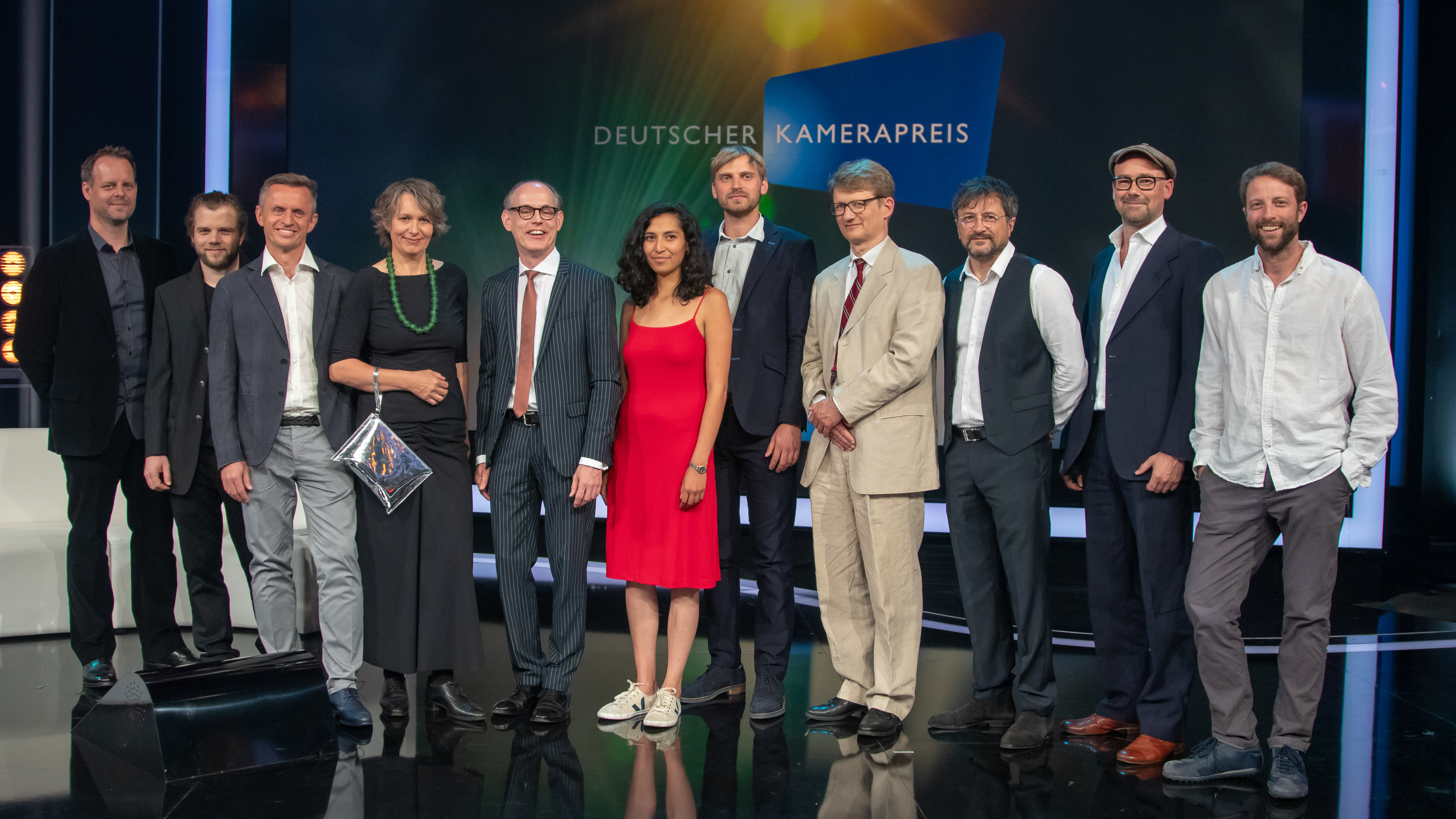
Laudatoren und Preisträger des Deutschen Kamerapreises 2018

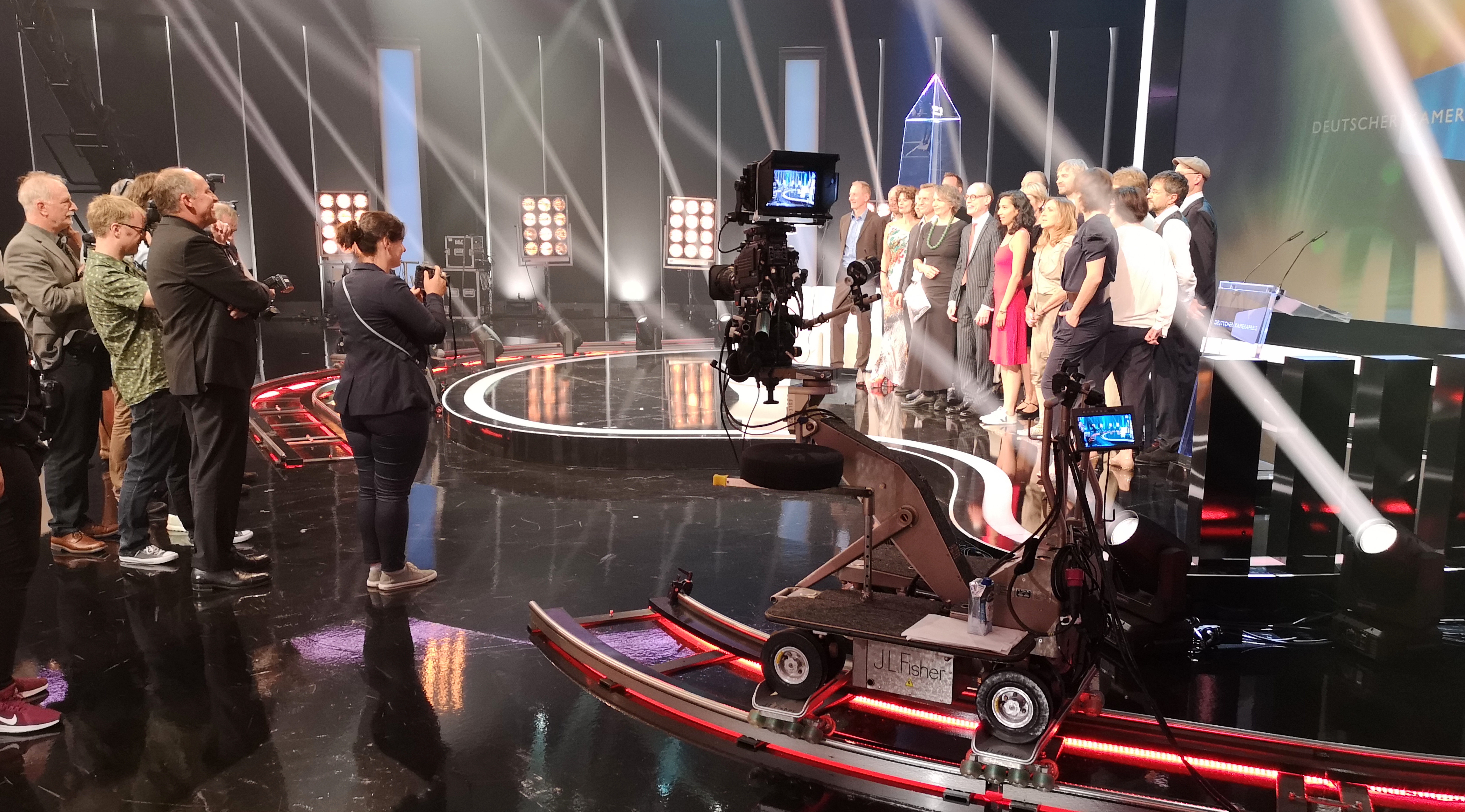
Deutscher Kamerapreis 2018. Laudatoren, Preisträger und Fotografen.

Für die Bereiche Kamera und Schnitt ist der Deutsche Kamerapreis im Laufe der Jahre in diversen und teilweise von Jahr zu Jahr modifizierten Kategorien verliehen worden. Zu den bedeutendsten zählen die Kategorien Spielfilm und Fernsehfilm sowie die Auszeichnung mit dem Titel „Ehrenkameramann“ (seit 1994). Außerdem werden Lobende Erwähnungen ausgesprochen sowie Förderpreise vergeben.

## Geschichte
Der Verein Deutscher Kamerapreis Köln e. V. wurde im Dezember 2002 gegründet, seine Wurzeln reichen aber viel weiter zurück. Bereits in den späten 1970er-Jahren entstand die Idee zu einem Preis, der die Leistung von Bildgestaltern angemessen würdigen und ihre Arbeiten in den Mittelpunkt rücken sollte. Die Rahmenbedingungen für einen solchen Wettbewerb entwickelte die Arbeitsgruppe „Kölner Kamerapreis“, der unter anderem Vertreter der Stadt Köln, des Westdeutschen Rundfunks und des Zweiten Deutschen Fernsehens angehörten. 

## Preisträger des Ehren-Kamerapreises für das Lebenswerk
- 1994: Heinz Pehlke
- 1996: Michael Ballhaus
- 1998: Gernot Roll
- 2001: Jost Vacano
- 2002: Jürgen Jürges
- 2003: Franz Rath
- 2004: Xaver Schwarzenberger
- 2005: Robby Müller
- 2006: Elfi Mikesch
- 2007: David Slama
- 2008: Carl F. Hutterer
- 2009: Joseph Vilsmaier[1]
- 2010: ARRI[2]
- 2011: Axel Block
- 2012: Judith Kaufmann
- 2013: Frank Griebe
- 2014: Renato Berta
- 2015: Sławomir Idziak
- 2016: Pio Corradi
- 2017: Jo Heim
- 2018: Birgit Gudjonsdottir
- 2019: Benedict Neuenfels[3]

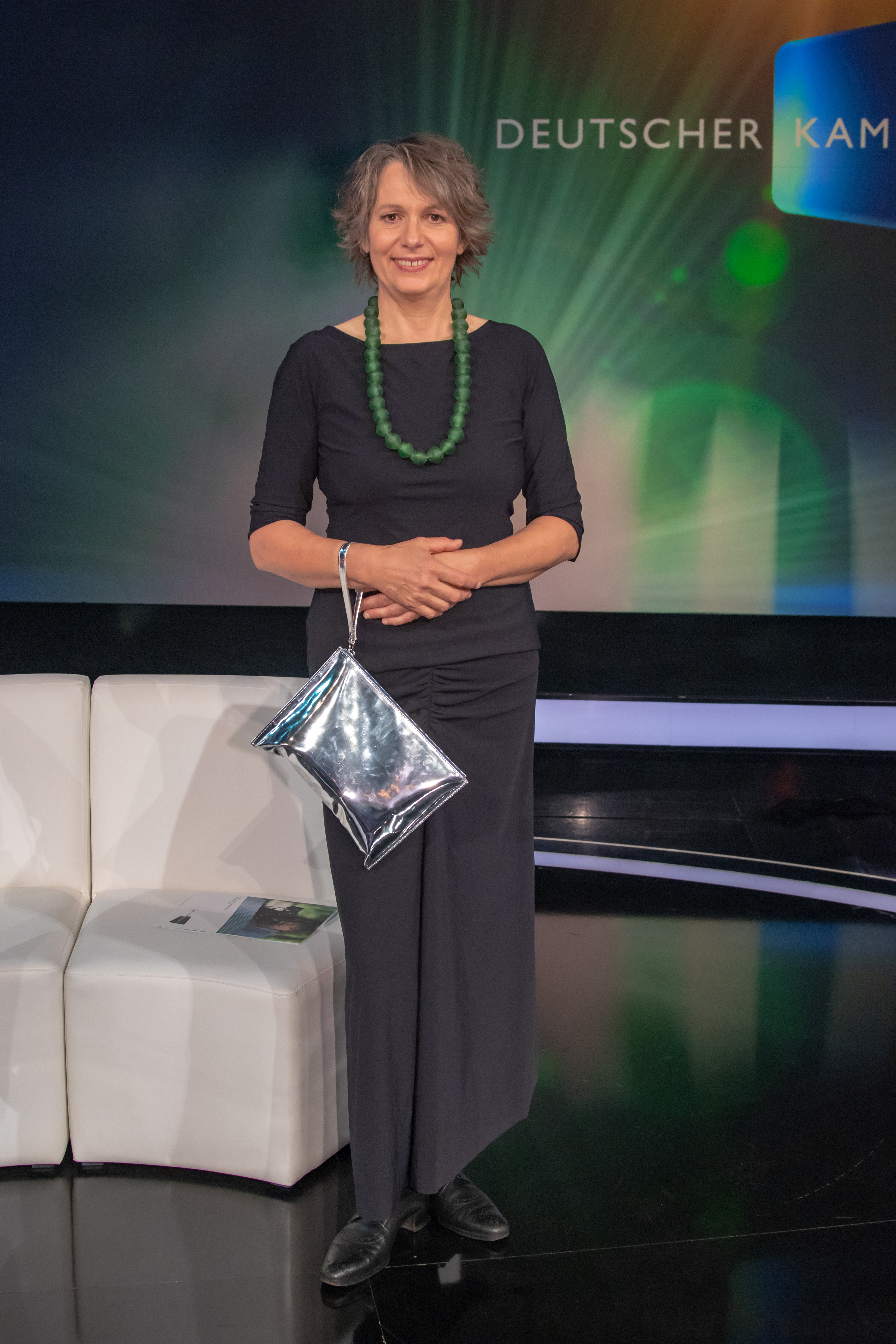
Birgit Gudjonsdottir, 2018

- 2020: wurde kein Ehrenpreis vergeben[4]
- 2021: Sophie Maintigneux[5][6]
- 2022: Tom Fährmann
- 2023: Bella Halben[7]

## Weitere Preisträger (Auswahl)
- 1982: Jürgen Martin in der Kategorie Kamera Spielfilm (Sonderpreis) für Céleste
- 1984: Robby Müller in der Kategorie Kamera Spielfilm für Paris, Texas
- 1992: Karin Nowarra in der Kategorie Szenischer Schnittpreis für Wer hat Angst vor Rot, Gelb, Blau?
- 1992: Elfi Kreiter in der Kategorie Nichtszenischer Schnittpreis für Pére Aristide – Letzte Chance für Haiti
- 1992: Klaus Kirchberg in der Kategorie Kamera Bericht für Radsport in Belgien
- 2003: Jürgen Carle in der Kategorie Kamera Fernsehfilm für Tatort: 1000 Tode
- 2004: Rainer Klausmann in der Kategorie Kamera Kinospielfilm für Gegen die Wand
- 2005: Patricia Rommel in der Kategorie Schnitt Fernsehfilm für Kammerflimmern
- 2006: Hansjörg Weißbrich in der Kategorie Schnitt Kinospielfilm für NVA
- 2007: Theo Bierkens in der Kategorie Kamera Kinospielfilm für Der Liebeswunsch
- 2007: Uta Schmidt in der Kategorie Schnitt Kinospielfilm für Vier Minuten
- 2008: Tom Fährmann in der Kategorie Kamera Kinospielfilm für Ulzhan – Das vergessene Licht
- 2008: Maximilian Plettau in der Kategorie Kamera Dokumentarfilm für Comeback
- 2008: Michael Wiesweg in der Kategorie Kamera Fernsehfilm für Das Gelübde
- 2008: Mona Bräuer in der Kategorie Schnitt Dokumentarfilm für Am Limit
- 2008: Philipp Thomas in der Kategorie Schnitt Fernsehfilm für Teenage Angst
- 2008: Uta Schmidt in der Kategorie Schnitt Fernsehfilm für Bella Block: Reise nach China
- 2012: Markus Förderer in der Kategorie Kamera Kinospielfilm für Hell
- 2012: Peter Zeitlinger in der Kategorie Kamera Fernsehfilm für Verfolgt – Der kleine Zeuge
- 2012: Andreas Menn in der Kategorie Schnitt Kinospielfilm für Hell
- 2013: Thomas Benesch in der Kategorie Kamera Fernsehfilm für Mord in Eberswalde
- 2013: Benedict Neuenfels in der Kategorie Kamera Kinospielfilm für Das Wochenende
- 2014: Hansjörg Weißbrich in der Kategorie Schnitt Kinospielfilm für Traumland
- 2014: Ulrike Tortora in der Kategorie Schnitt Dokumentarfilm für Der Kapitän und sein Pirat
- 2018: Sorin Dragoi für Todeszug in die Freiheit.[8]
- 2021: Christine A. Maier in der Kategorie Beste Kamera / Spielfilm für Quo Vadis, Aida?[9]
- 2021: Michael Auer und Xenja Kupin in der Kategorie Schnitt Dokumentation für Der Fall Wirecard – Von Sehern, Blendern und Verblendeten
- 2022: Max Preiss in der Kategorie Beste Kamera / Spielfilm für Niemand ist bei den Kälbern[10]
- 2022: Joana Scrinzi in der Kategorie Bester Schnitt / Spielfilm für Große Freiheit[10][11]